# Campionati africani di badminton 2006
I Campionati africani di badminton 2006 si sono svolti a Algeri, in Algeria. È stata la 12ª edizione del torneo, organizzato dalla Badminton Confederation of Africa.

## Podi
| Evento              | Oro                             | Argento                          | Bronzo                           |
| Singolare maschile  | Nabil Lasmari                   | Eli Mambwe                       | Chris Dednam                     |
| Singolare maschile  | Nabil Lasmari                   | Eli Mambwe                       | Willem Viljoen                   |
| Singolare femminile | Juliette Ah-Wan                 | Stacey Doubell                   | Karen Foo Kune                   |
| Singolare femminile | Juliette Ah-Wan                 | Stacey Doubell                   | Hadia Hosny                      |
| Doppio maschile     | Roelof Dednam Chris Dednam      | Willem Viljoen Dorian James      | Karim Rezig Ammar Zeradine       |
| Doppio maschile     | Roelof Dednam Chris Dednam      | Willem Viljoen Dorian James      | Georgie Cupidon Steve Malcouzane |
| Doppio femminile    | Michelle Edwards Stacey Doubell | Juliette Ah-Wan Catherina Paulin | Amrita Sawaram Karen Foo Kune    |
| Doppio femminile    | Michelle Edwards Stacey Doubell | Juliette Ah-Wan Catherina Paulin | Hadia Hosny Alaa Youssef         |
| Doppio misto        | Georgie Cupidon Juliette Ah-Wan | Dorian James Michelle Edwards    | Eli Mambwe Ogar Siamupangila     |
| Doppio misto        | Georgie Cupidon Juliette Ah-Wan | Dorian James Michelle Edwards    | Nabil Lasmari Rajae Rochdy       |
| Gara a squadre      | Sudafrica                       | Algeria                          | Seychelles                       |
| Gara a squadre      | Sudafrica                       | Algeria                          | Mauritius                        |